# Município de Concord (condado de Lake, Ohio)
Localização do Ohio nos E.U.A.
O município de Concord (em inglês: Concord Township) é um município localizado no condado de Lake no estado estadounidense de Ohio. No ano 2010 tinha uma população de 18201 habitantes e uma densidade populacional de 303,36 pessoas por km².

## Geografia
O município de Concord encontra-se localizado nas coordenadas 41° 40′ 09″ N, 81° 14′ 22″ O. Segundo o Departamento do Censo dos Estados Unidos, o município tem uma superfície total de 60 km², da qual 59.65 km² correspondem a terra firme e (0.58%) 0.35 km² é água.

## Demografia
Segundo o censo de 2010, tinha 18201 pessoas residindo no município de Concord. A densidade de população era de 303,36 hab./km².